# Homeward Bound (Album)
Homeward Bound ist ein Jazzalbum von Johnathan Blake. Die um 2020/21 entstandenen Aufnahmen erschienen im Oktober 2021 auf Blue Note Records.

## Hintergrund
Der Schlagzeuger Johnathan Blake wechselte zum Label Blue Note Records, nachdem er beginnend mit The Eleventh Hour (Sunnyside Records 2012) mehrere Alben unter eigenem Namen (auch bei Criss Cross Jazz) veröffentlicht hatte. Homeward Bound ist sein Debüt für Blue Note. Dort präsentierte er eine neue Band namens Pentad mit dem Altsaxophonisten Immanuel Wilkins, dem Keyboarder David Virelles, dem Vibraphonisten Joel Ross und dem Bassisten Dezron Douglas.
Vorab wurde die Single „Homeward Bound“ veröffentlicht, geschrieben für Ana Grace Marquez-Greene, die Tochter des Saxophonisten Jimmy Greene und der Flötistin Nelba Marquez-Greene, die 2012 bei dem Amoklauf an der Sandy Hook Elementary School ums Leben kam.

## Titelliste
- Johnathan Blake: Homeward Bound

1. In the Beginning Was the Drum
2. Homeward Bound (For Ana Grace)
3. Rivers & Parks
4. Shakin' the Biscuits
5. Abiyoyo
6. On the Break
7. Lll
8. Steppin' Out

Die Kompositionen stammen von Johnathan Blake.

## Rezeption
Auf Homeward Bound tendiere Blake im Spektrum von elegant lyrisch bis energisch präsent, zu ersterem, schrieb Jim Hynes im Glide Magazine. Er wertete das als Beweis sowohl für sein kompositorisches Können als auch für seine bescheidene Herangehensweise, seine Bandkollegen zu Wort kommen zu lassen. Man solle jedoch genau hinhören, denn Blakes Schlagzeugspiel sei stets erfinderisch und wesentlich für den Gruppenklang von Pentad.
Phil Freeman zählte das Album in Stereogum zu den besten Neuveröffentlichungen des Monats und schrieb über das Stück „Shakin’ the Biscuits“: Es beginne abstrakt, nur mit Altsaxophon und Schlagzeug; dann schleiche sich Virelles ein, gefolgt von Douglas, als wären sie zu spät zur Session gestoßen. Nach einer Minute schlägt Ross zum ersten Mal das Vibraphon an und alle stimmen eine Soul-Jazz-Melodie an, die ebenso gut auf einem Blue Note-Album aus der Mitte der 60er-Jahre hätte sein können, so Freeman. Wilkins agiere oft als ein kluger, etwas intellektueller Spieler, aber hier lasse er seinen „inneren Lou Donaldson“ raus, und das sei wunderbar anzuhören. Virelles wiederum verfüge über eine Reihe von Keyboards und wechsele vom E-Piano über verschnörkelte Synthesizer bis hin zu einem kraftvoll gespielten akustischen Piano hin und her, während Blake und Ross den Rhythmus in Stücke zerhackten, die sie wie Konfetti verstreuten. Und jedes Mal, wenn die Band den „Hook“ wieder einsetze, werde man garantiert mit dem Kopf nicken.
John Fordham verlieh dem Album vier Sterne und schrieb im Guardian, Blake habe sich zu einem der kreativsten Schlagzeuger der letzten Zeit entwickelt, dessen Auffassungsvermögen u. a. Aufnahmen der Mingus Big Band, Q-Tip und Dr. Lonnie Smith bis hin zu den Post-Bop-Innovatoren Tom Harrell und Maria Schneider innewohne.
Pentad, sein neues Quintett, sei eine zeitgenössische Traumband-Besetzung. Blakes Fähigkeit, schwer fassbar um einen Groove zu schweben und gleichzeitig ein emphatisches Knacken zu implizieren, das eher gefühlt als gehört wird, sei der ständige Sog dieser komplizierten, aber immer offenen Musik.
Gary Fukushima verlieh dem Album im Down Beat fünf Sterne und schrieb, Homeward Bound sei kein Requiem – vielmehr eine Feier des Lebens und Vermächtnisses, die vor Überschwang und unbeschwerter Energie strotze. Insgesamt bewege sich die Musik „mit der unbelasteten Hingabe eines 6-Jährigen“.
Blake präsentierr sich hier mit einem erstklassigen Quintett und setze die Tradition großer Drummer aus Philadelphia fort, meinte Karl Lippegaus in Stereo. Das Album sei aber auch eine Rückbesinnung auf experimentelle Blue-Note-Alben der 1960er-Jahre mit Tony Williams oder Bobby Hutcherson.